# Willem Carel van Marion
Willem Carel van Marion (Utrecht, 14 september 1834 — Goor, 26 februari 1895) was een Nederlands kapitein der infanterie en bestuurder. Hij was burgemeester van Goor en Weerselo.

## Levensloop
Na zijn opleiding vertrok Van Marion in 1860 om zijn dienstplicht te vervullen naar de Westerafdeeling van Borneo om later te promoveren tot eerste luitenant. Bij zijn vertrek in 1879 was hij gestationeerd in Palembang, Nederlands-Indië. Van Marion werd in 1881 burgemeester van Weerselo. Drie jaar later werd hij burgemeester van Goor alwaar hij in 1895 plotseling overleed. 